# Merlara
Merlara là một đô thị thuộc tỉnh Padova vùng Veneto, located about 80 km về phía tây nam của Venezia và cách khoảng 45 km về phía tây nam của Padova. Tại thời điểm ngày 31 tháng 12 năm 2004, đô thị này có dân số 2.980 người và diện tích 21,4 km².
Merlara giáp các đô thị: Casale di Scodosia, Castelbaldo, Masi, Piacenza d'Adige, Terrazzo, Urbana.